# Márton Fülöp
Márton Fülöp (Budapest, Hungría, 3 de mayo de 1983-ib., 12 de noviembre de 2015) fue un futbolista húngaro que jugaba como guardameta. Su último club fue el Asteras Tripolis de Grecia.

## Trayectoria
Tras su paso por el fútbol húngaro, Fulop fichó por el Tottenham, equipo en el que no llegó a jugar en liga y lo cedió a tres equipos distintos: Chesterfield, Coventry City y Sunderland. Posteriormente fichó en propiedad por el Sunderland en el que también fue cedido en tres ocasiones: Leicester City, Stoke City, Manchester City. En 2010 fichó en propiedad por el Ipswich Town de la Football League Championship.
En 2013 tuvo que retirarse del fútbol por un tumor maligno en el brazo. A pesar de que le fue extirpado, el cáncer se extendió a otras partes de su cuerpo y falleció el 12 de noviembre de 2015, a los 32 años.

## Selección nacional
Fue internacional con la selección de fútbol de Hungría en 24 ocasiones.

## Clubes
| Club                     | País       | Año       |
| ------------------------ | ---------- | --------- |
| MTK Budapest             | Hungría    | 2001-2004 |
| BKV Előre SC (cedido)    | Hungría    | 2002-2003 |
| Bodajk (cedido)          | Hungría    | 2003-2004 |
| Tottenham Hotspur        | Inglaterra | 2004-2007 |
| Chesterfield (cedido)    | Inglaterra | 2005      |
| Coventry City (cedido)   | Inglaterra | 2005-2006 |
| Sunderland (cedido)      | Inglaterra | 2006      |
| Sunderland               | Inglaterra | 2007-2010 |
| Leicester City (cedido)  | Inglaterra | 2007      |
| Stoke City (cedido)      | Inglaterra | 2008      |
| Manchester City (cedido) | Inglaterra | 2010      |
| Ipswich Town             | Inglaterra | 2010-2011 |
| West Bromwich Albion     | Inglaterra | 2011-2012 |
| Asteras Tripolis         | Grecia     | 2012-2013 |

## Palmarés

### Campeonatos nacionales
| Título                       | Club           | País       | Año  |
| ---------------------------- | -------------- | ---------- | ---- |
| Football League Championship | Sunderland AFC | Inglaterra | 2007 |